# المنكب (الخبت)

تعديل مصدري - تعديل

المنكب هي إحدى قرى عزلة الظاهر بمديرية الخبت التابعة لمحافظة المحويت، بلغ تعداد سكانها 802 نسمة حسب تعداد اليمن لعام 2004.